# Schindlerskopf
Der Schindlerskopf ist ein 1940 m ü. NHN hoher Gipfel im Estergebirge in den Bayerischen Voralpen.

## Geographie
Der Gipfel des Schindlerskopfes befindet sich auf der Grenze der Gemeinden Oberau und Eschenlohe im Hauptkamm des Estergebirges. Unterhalb seiner steil abfallenden Nordwestwand befindet sich das Loisachtal mit der Ortschaft Oberau. Im Südosten erstreckt sich eine weitläufige Karstfläche (Angerlboden, Michelfeld).